# Juste pour divertir
 (février 2023).
La mise en forme du texte ne suit pas les recommandations de Wikipédia : il faut le « wikifier ».
Les points d'amélioration suivants sont les cas les plus fréquents :
- Les titres sont pré-formatés par le logiciel. Ils ne sont ni en capitales, ni en gras.
- Le texte ne doit pas être écrit en capitales (les noms de famille non plus), ni en gras, ni en italique, ni en « petit »…
- Le gras n'est utilisé que pour surligner le titre de l'article dans l'introduction, une seule fois.
- L'italique est rarement utilisé : mots en langue étrangère, titres d'œuvres, noms de bateaux, etc.
- Les citations ne sont pas en italique mais en corps de texte normal. Elles sont entourées par des guillemets français : « et ».
- Les listes à puces sont à éviter, des paragraphes rédigés étant largement préférés. Les tableaux sont à réserver à la présentation de données structurées (résultats, etc.).
- Les appels de note de bas de page (petits chiffres en exposant, introduits par l'outil «  Source ») sont à placer entre la fin de phrase et le point final[comme ça].
- Les liens internes (vers d'autres articles de Wikipédia) sont à choisir avec parcimonie. Créez des liens vers des articles approfondissant le sujet. Les termes génériques sans rapport avec le sujet sont à éviter, ainsi que les répétitions de liens vers un même terme.
- Les liens externes sont à placer uniquement dans une section « Liens externes », à la fin de l'article. Ces liens sont à choisir avec parcimonie suivant les règles définies. Si un lien sert de source à l'article, son insertion dans le texte est à faire par les notes de bas de page.
- La présentation des références doit suivre les conventions bibliographiques. Il est recommandé d'utiliser les modèles {{Ouvrage}}, {{Chapitre}}, {{Article}}, {{Lien web}} et/ou {{Bibliographie}}. Le mode d'édition visuel peut mettre en forme automatiquement les références.
- Insérer une infobox (cadre d'informations à droite) n'est pas obligatoire pour parachever la mise en page.

Pour une aide détaillée, merci de consulter Aide:Wikification.
Si vous pensez que ces points ont été résolus, vous pouvez retirer ce bandeau et améliorer la mise en forme d'un autre article.
Juste pour divertir, auparavant ComediHa!, fondée en 1997 par Sylvain Parent-Bédard, « est un important créateur et producteur de contenus humoristiques exploités sur de multiples plateformes de diffusion, dont le spectacle vivant et la télévision ». À l'origine appelée QuébéComm, l’entreprise dévoile la marque ComediHa! en 2015,,,. Depuis 2024, le nom du groupe est changé pour le Groupe Juste pour divertir/Just for entertainment avec l'acquisition de la marque Juste pour rire.

## Mission
Fondée en 1997 par Sylvain Parent-Bédard, ComediHa! « est un important créateur et producteur de contenus humoristiques exploités sur de multiples plateformes de diffusion, dont le spectacle vivant et la télévision » dont la mission principale est de « faire rire le monde partout dans le Monde »,,.   
Anciennement appelée QuébéComm, l’entreprise dévoile la marque ComediHa! en 2015. L'équipe comprends 90 employés permanents et plus de 3 000 employés temporaires. Le siège social de ComediHa! est situé dans la Ville de Québec. L'entreprise a également un bureau à Montréal et à Hollywood.   
En plus d’œuvrer en distribution internationale, ComediHa! s’illustre sur diverses plateformes de diffusion, soit la télévision, le spectacle et le numérique. « L’entreprise exploite l’humour sous toutes ses formes à travers un large éventail de genres, tels les émissions de comédie à sketches, les comédies dramatiques et les spectacles de variété ». ComediHa! conjugue également l'humour avec le théâtre, le cinéma, l'improvisation, la musique, les émissions de télévision, etc.
ComediHa! est également producteur de milliers de spectacles et de plusieurs centaines d'émissions de télévision diffusées aux heures de grande écoute, dont LOL :-) (TVA), récipiendaire de plusieurs prix internationaux, Comédie sur mesure à Z (ICI Radio-Canada Télé) ainsi que Les galas ComediHa! (ICI Radio-Canada Télé),,. 
L'entreprise culturelle organise également chaque année le ComediHa! Fest-Québec, « le plus important festival d'humour francophone et rendez-vous mondial de l'industrie » dans le monde. Lors du festival, ComediHa! repousse « les limites du divertissement et offre une gamme complète de contenu de qualité à un public avide de voir la vie en drôle ». 
Au fils des années, l'entreprise a bâti « son succès national et international sur l'originalité, l'audace et le risque calculé ». ComediHa! cumule les réussites : « émissions écoutées de la Finlande au Liban, festival humoristique à rayonnement mondial, spectacles diffusés dans le monde entier ».   
À cet effet, « l’un des grands défis que se fixe Sylvain Parent-Bédard pour l’avenir, c’est de continuer à franchir les frontières avec des produits culturels de chez nous, comme il l’a fait avec l’émission LOL ». Pour les prochaines années, le président-fondateur aimerait faire rayonner l'agence comme « le Cirque du Soleil et réussir, dans l'humour, ce qu'à fait Walt Disney pour les jeunes ».  

## Historique
À ses débuts, en 1997, ComediHa!, anciennement appelée QuébéComm, est une entreprise de communications. À partir de 1999, celle-ci commence à organiser des activités culturelles et à faire des relations publiques, puis crée et produit son premier festival d'humour en 2000, le Grand Rire Bleue.   
L'année 2002 est marquée par la production de spectacles et de contenu télévisuel humoristique. ComediHa! produis ensuite le spectacle Paris-Québec à l'occasion du 400e anniversaire de Québec en 2008.   
En 2010, Sylvain Parent-Bédard participe au Marché international du disque et de l'édition musicale (MIDEM), un rassemblement musical mondiale se déroulant au même endroit que le Festival de Cannes. Il y dévoile des images du premier pilote de l'émission LOL :-) et reçoit des offres de diffuseurs de 30 pays différents.  
L'année 2012 est marquée par le spectacle de Madonna (72 000 billets vendus) et l'année 2013 par celui de Céline Dion enregistré sur les plaines d'Abraham à Québec. Ce dernier est venu dans plus de 25 pays. La même année, ComediHa! vend également « deux adaptations cinématographiques et télévisuelles de spectacles du Cirque du Soleil, Toruk el Luzia ».  
En 2014, l'entreprise commence à faire de la gérance d'artistes et devient une agence de création de contenu active sur plusieurs plateformes. Puis, au fil des années, ComediHa! participe à de nombreuses rencontres mondiales de production et de distribution de produits télévisuels (Budapest, Singapour, Miami, Los Angeles, Mexique) en plus de forger à l'international des alliances stratégiques avec des acteurs clés de l'industrie, notamment en Amérique du Sud, en Chine.   
En 2018, Québécor devient actionnaire minoritaire de ComediHa.    
À l’occasion de son 20e anniversaire, en 2019, ComediHa! précise le sens de sa mission et place le rire au centre de ses actions stratégiques. Axé sur le contenu plutôt que sur la plateforme, l'agence souhaite s'assurer de la qualité du contenu humoristique et musical de manière autonome, créative et audacieuse en plus de miser sur leur service de gérance d'artistes. ComediHa! souhaite « changer les normes et non pas les suivre, parce que ce sont ceux qui changent les règles qu'on retient dans l'histoire ».   
En 2020, ComediHa! achète Les Boys et signe une entente permettant à l'entreprise d'acquérir « la plus grande franchise cinématographique et télévisuelle au Canada ». 
La même année, l'entreprise culturelle crée une nouvelle plateforme de diffusion en ligne, soit ComediHa.TV donnant accès à du contenu exclusif qui provient des événements produits par ComediHa! en plus de mettre sur place deux régies « nomades » afin de capter et d'assurer la diffusion de spectacles d'humour partout au Québec,. « De cette manière, les diffuseurs ou les salles de spectacles n’entrent pas en compétition avec les autres régions où peuvent être présenter le même spectacle. »
Toujours en 2020, la ville de Québec et ComediHa lance une émission virtuelle, L'ABRI de Québec, visant à briser l’isolement des jeunes pendant la pandémie, animée par l’humoriste Alexandre Barrette et diffusée sur la plateforme ComediHa.TV.    
En 2022, aux côtés de Musicor Spectacles et des Productions, ComediHa! participe au comité de programmation du Théâtre du Casino du Lac-Leamy, à Gatineau qui promet une offre diversifiée afin de favoriser le rayonnement des talents québécois et internationaux en humour.
En 2024, ComediHa achète les droits de Juste pour rire et ses composantes. Elle renomme ses festivals pour 2025 Juste pour rire et change le nom de du groupe de gestion des entreprises Juste pour divertir/Just for entertainment.

## Festivals

### ComediHa! Fest-Québec et Juste pour rire-Québec
L'entreprise culturelle organise chaque année le ComediHa! Fest-Québec, « le plus important festival d'humour francophone et rendez-vous mondial de l'industrie ».  Autrefois nommé le Grand Rire Bleue, puis le Grand Rire de Québec, il fut créé en 2000 par Sylvain Parent-Bédard et Mario Grenier,. Il s'agit d'un « rendez-vous qui contribue au dynamisme de l'économie et de l'offre touristique de la Capitale-Nationale ainsi qu'à la notoriété du Québec en tant que destination culturelle », affirme Caroline Proulx.
De plus, Nathalie Roy, ministre de la Culture et des Communications mentionne : « ComediHa! Fest-Québec met de l'avant des artistes bien établis et le meilleur de la relève québécoise en humour. Son succès témoigne de l'immense talent des créateurs d'ici ». Le festival comprend de l'animation, des lieux de diffusions inusités, des villages éphémères ainsi que des centaines de spectacles en salle et en plein air. Le ComediHa! Fest-Québec comprend également Les Galas ComediHa! où participent plusieurs artistes dont  Véronique Cloutier, Fabien Cloutier, Phil Roy, Les Denis Drolet, Jean-Michel Anctil, Patrick Huard, Patrice L'Écuyer, Michel Courtemanche, Anthony Kavanagh, Marie-Mai, Michel Charette et Laurent Paquin,,,,.
En 2019, à l'occasion de ses 20 ans, la programmation de ComediHa! Fest-Québec, présenté par Vidéotron, réunit plus de 500 artistes québécois et internationaux. Le festival présente « plus de 350 spectacles et activités participatives dans près de 20 lieux de diffusion inusités et trois villages éphémères expérientiels et festifs, dont le tout nouveau Village d’Youville ». De plus, en 2022, afin d'atteindre un public diversifié, ComdéHa! Fest-Québec met de l'avant l'humour queer et porte une attention particulière au décloisonnement des propositions artistiques humoristiques pour bâtir leur programmation.   
Outre le centre-ville de Québec, le festival fait également voyager l'humour en Gaspésie, à Rimouski, au Saguenay, à Sherbrooke ou à Trois-Rivières.    
Le ComediHa! Fest-Québec est également un important outil promotionnel pour l'entreprise. En 2018, celui-ci accueille un jury des International Emmy Awards - les Oscars de la télévision - afin de promouvoir et de valoriser les artistes québécois.
En 2025, le festival aura pour nom Juste pour rire-Québec et un mini pendant anglophone avec Just for laughs-Quebec.

### Festival de la blague de Drummondville
En 2021, « quatre ans après avoir créé le Festival de la blague, Les Trois Accords cèdent l’événement à ComediHa! » afin d'assurer la pérennité du festival et de poursuivre sa mission.  Le festival « constitue une vitrine unique en région pour les humoristes souhaitant faire de la scène ». Présentés à l’amphithéâtre Saint-François de Drummondville, les humoristes qui participent à ses soirées ont carte blanche et célèbrent l'humour sous toutes ses formes. 
La première édition signée ComediHa! s’est tenue du 1er au 4 septembre 2022.

### Nouveau festival d'humour à Montréal

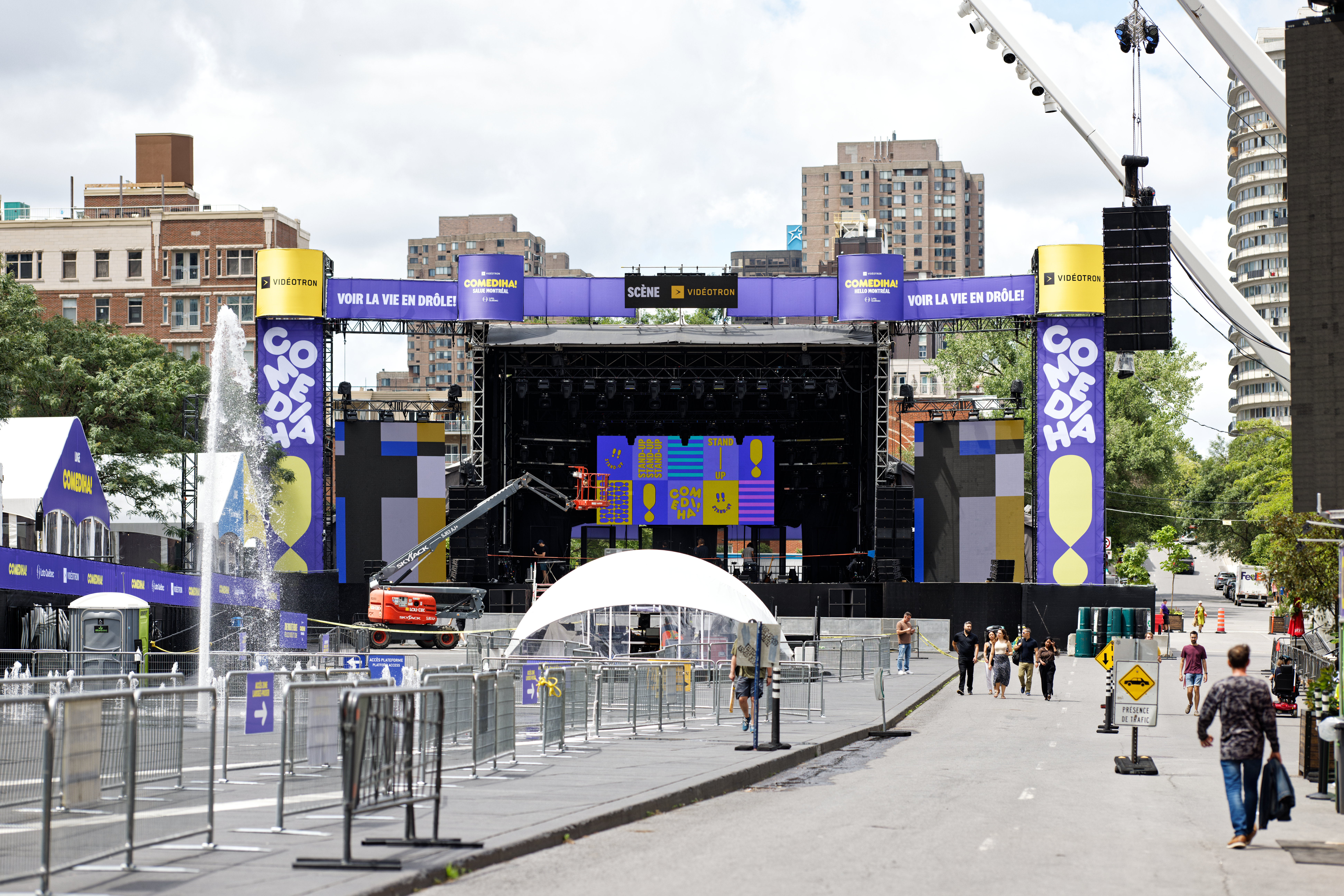
Le site du festival ComediHa! salue Montréal

À la suite de l'annulation du Juste pour rire, ComediHa! annonce qu'elle organise un nouveau festival à Montréal du 18 au 28 juillet 2024, les dates de l'ancien festival. On rapporte que le gouvernement fédéral s’engage à soutenir l'événement « ComediHa! salue Montréal » pour une édition unique, et est en négociation avec le gouvernement du Québec et la ville. En 2025, le festival redeviendra Juste pour rire par le changement de nom du Groupe ComediHa! par l'acquisition de la marque Juste pour rire par ComediHa qui devient  le Groupe Juste pour divertir.

## Salle de spectacles

### ComediHa! Club
Le ComedieHa! Club, anciennement Grand Rire Comédie Club, animée par divers humoristes établis, se concentre sur la relève en humour afin de mettre en lumière de nouveaux talents québécois.  
En 2021, ComediHa! ouvre sa propre salle de spectacles, un comédie club, dans la Pyramide de Sainte-Foy, dont le spectacle inaugural, P-A et sa gang, animé par P-A  Méthot, est diffusé sur la plateforme ComediHa.Tv. Plusieurs artistes y prennent part dont Philippe Laprise, Réal Béland, Philippe-Audrey Larrue-St-Jacques, Mélanie Ghanimé, Mario Tessier et Maxim Martin.  
Également animés P-A  Méthot, Les Mercredis ComediHa ! Club, sont des soirées de stand-up qui accueillant autant les noms connus que les nouveaux visages.  
De plus, tous les jeudis du mois se tient un Show mystère, lequel vise à ne pas dévoiler l'identité de l'humoriste qui montera sur scène au public. 

## Productions télévisuelles
En plus du ComediHa! Fest-Québec, la production télévisuelle est un axe important de l'entreprise. En effet, ComediHa! a produit plus de 500 émissions depuis sa fondation en 1997. L'entreprise produit chaque année plusieurs heures de contenu de qualité diffusé à la télévision et sur le web. Ses principales productions télévisuelles sont Les Galas ComediHa!, Les Grands bien-cuits ComediHa!, LOL :-), La Confrérie, À propos d’Antoine, Escouade 99, Roast Battle, le grand duel ainsi que JMP. 

### Les Galas ComediHa!
Présentés sur ICI Télé, les Galas ComediHa! mettent de l'avant des animateurs et animatrices de haut calibre qui partagent leur univers humoristique avec plusieurs invités, dont Suzie Bouchard, Pierre Brassard, Mona de Grenoble, Simon Delisle, Dominic et Martin, Stéphane Fallu, Jean-Thomas Jobin, Katherine Levac, Florence Longpré, P-A Méthot, Matthieu Pepper, etc.

### Les Grands bien-cuits ComediHa!
Diffusés sur la plateforme VRAI de Vidéotron, Les Grands Bien-cuits ComediHa! invitent des personnalités du milieu artistique à venir se moquer d'une grande vedette du milieu de l’humour (dont Michel Barrette, Normand Brathwaite, Cathy Gauthier et Martin Matte) qu’ils connaissent bien,.

### LOL:-)
Diffusée dans plus de 125 pays et  récipiendaire de plusieurs prix internationaux, l'émission LOL :-), est le produit dérivé le plus populaire de l'entreprise. Cette série de micro sketchs sans paroles et dont « le contenu humoristique est conçu pour réunir et faire rire toute la famille » circule abondamment à l'international. « On dit souvent que l’humour ne s’exporte pas. C’est parfois vrai. C’est souvent faux, dit Parent-Bédard. Il y a un humour qui passe partout, un humour universel, comme celui de LOL qui crée des liens entre les peuples. Voir des Chiliens, des Marocains, des Kenyans, des Coréens, des Anglais rire aux mêmes moments, aux mêmes punchs, je trouve ça touchant et rassurant ».

### La Confrérie
La Confrérie est une comédie dramatique, diffusée sur Noovo, mettant en vedette Pierre-François Legendre, Isabelle Blais, Mélissa Bédard, Mathieu Baron, Guillaume Cyr et Florence Longpré. « Dans la série, Simon, le personnage incarné par Pierre-François Legendre, doit remplacer son ami qui est la mascotte du Festival des neiges – clin d’œil au Carnaval de Québec – et découvre un univers louche derrière l’organisation de cet événement emblématique de la capitale nationale »,,.
La deuxième saison est diffusée sur les ondes de Noovo depuis le 9 janvier 2023.

### À propos d’Antoine
À propos d'Antoine est une comédie dramatique, inspirée de l'expérience personnelle de Cathleen Rouleau, qui expose le quotidien d’une famille hors du commun auprès d’un enfant polyhandicapé. Cette série télévisée est scénarisée par Cathleen Rouleau, réalisée par Daniel « Podz » Grou et produite par ComediHa! en collaboration avec Québecor Contenu.

### Escouade 99
Escouade 99, adaptée de la série américaine Brooklyn Nine-Nine, est une série télévisée humoristique policière, produite par ComédiHa ! en collaboration avec Québecor contenu et diffusée sur Club Illico. La série est réalisée par Patrick Huard et met en vedette Mickaël Gouin, Mylène Mackay, Widemir Normil, Fayolle Jean Jr, Bianca Gervais, Léane Labrèche-Dor, Guy Jodoin, Louis Champagne et Jean-Marc Dalphond,,,.  
La première saison a été lancée en exclusivité sur Club illico en septembre 2020, puis la deuxième saison a été diffusée à TVA en avril 2022,.

### Roast Battle: le grand duel
Roast Battle : le grand duel, diffusé sur la chaine Z, est une émission consacrée à des duels humoristes qui se mesurent « dans des joutes verbales afin de déterminer qui, finalement, est le plus comique ». Plusieurs humoristes ont participé à l'émission à titre de juge dont Mike Ward, Sébastien Dubé, Jean-François Mercier, Christine Morency, Yves P. Pelletier, Cathy Gauthier et José Gaudet.

### JMP
JMP est une série de quatre émissions diffusées sur le réseau TVA, tournée au Manège militaire à Québec lors du ComediHa! Fest-Québec, réalisé par Jean-François Blais et animée par l'humoriste québécois Jean-Marc Parent, lequel livre des stand-up comiques et des monologues inédits,,,.
Une deuxième saison a été diffusée à TVA en novembre 2022.

## Spectacles

### Symphorien, la pièce de théâtre
Cette pièce de théâtre, dont Louis Saïa et Pierre Séguin signent la mise en scène, est inspirée du célèbre téléroman humoristique québécois des années 1970, Symphorien, écrite par Marcel Gamache, un incontournable du patrimoine télévisuel québécois. ComediHa! coproduit la pièce avec les Productions Martin Leclerc en collaboration avec le Théâtre du Vieux-Terrebonne,,. 

### Ladies Night, pour vous mesdames
Acquise par ComediHa! en 2022, Ladies Night, pour vous mesdames est l'une des pièces les plus populaires au Québec. « Et si le public est encore au rendez-vous, c’est grâce à son histoire universelle à laquelle beaucoup de gens peuvent s’identifier, selon le président et fondateur de ComediHa!, Sylvain Parent-Bédard ». La mise en scène est singée par Denis Bouchard et les chorégraphies sont signées par Jean-Marc Généreux. Des projets de résidence et d'exportation de la comédie d'origine néo-zélandaise ainsi que des projets d'édition et de développement de contenu pour différentes plateforme sont menés par ComediHa!,,.

### Michel Charette
En 2022, ComediHa! annonce qu’elle produira le premier spectacle solo du comédien Michel Charrette, prévu pour 2024.